# Chiesa di Santa María de Melque

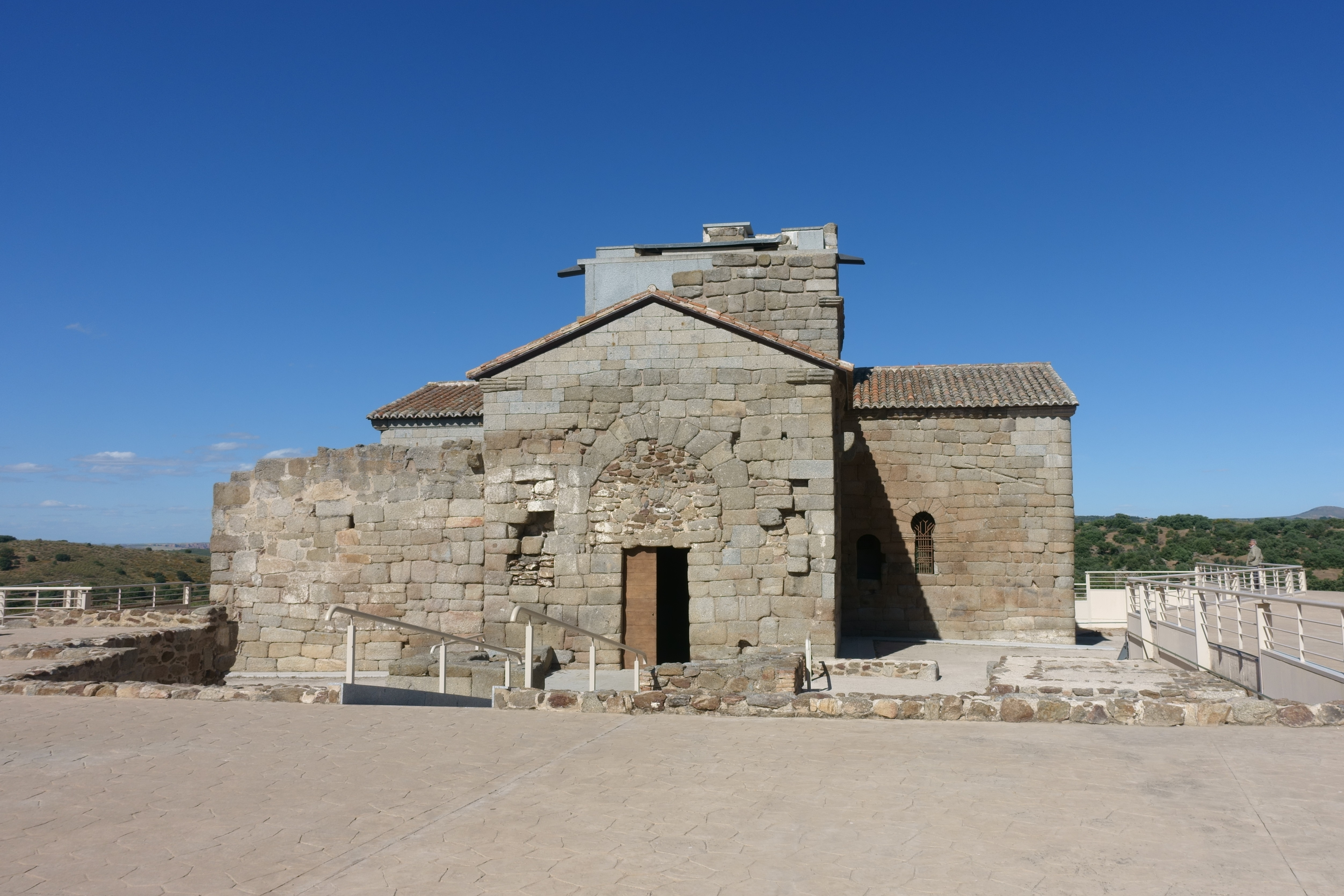
Santa María di Melque.

Santa María di Melque è un complesso monastico visigoto che trova nel termine municipale di Santo Martín di Montalbán, nella provincia di Toledo (Spagna). Si trova a 30 km al sud della capitale provinciale, equidistante delle località di Popola di Montalbán e Gálvez, tra il ruscello Ripas e il fiume Torcón, che è un affluente del margine sinistro del fiume Tago.
Nell'attualità possono visitarsi la chiesa, che occupa il centro del complesso, e il centro di interpretazione che si ha installato nelle locali annessi, anche restaurate. Il paesaggio che osserva da Santa María è anche caratteristico della zona.

## Storia

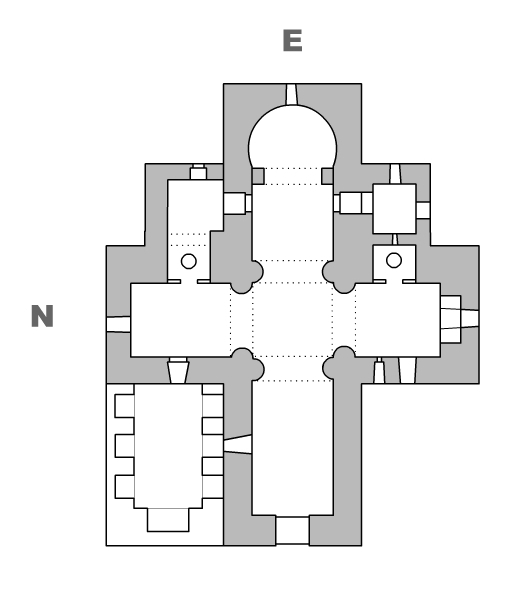
Pianta della chiesa

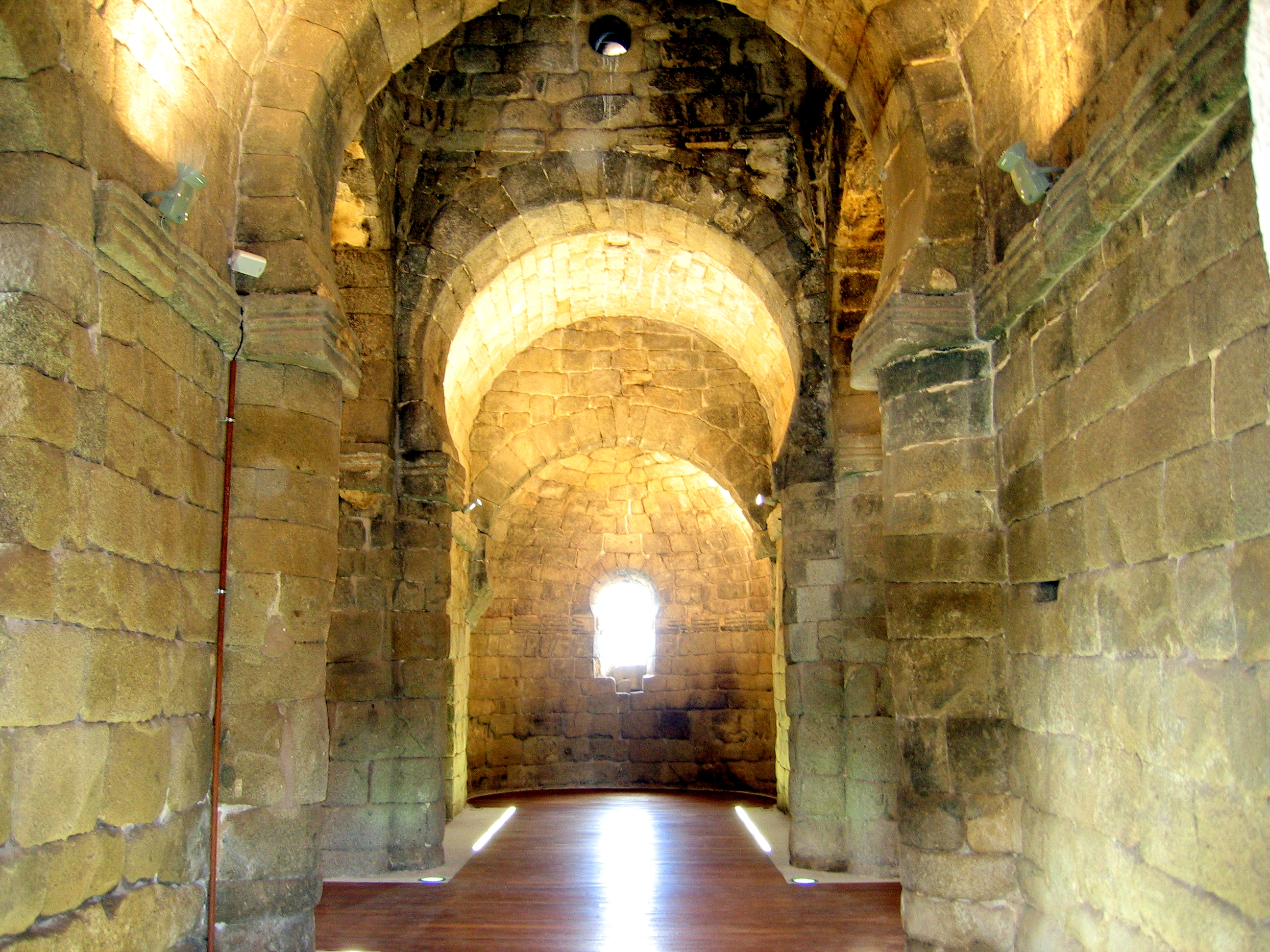
Interiore della chiesa

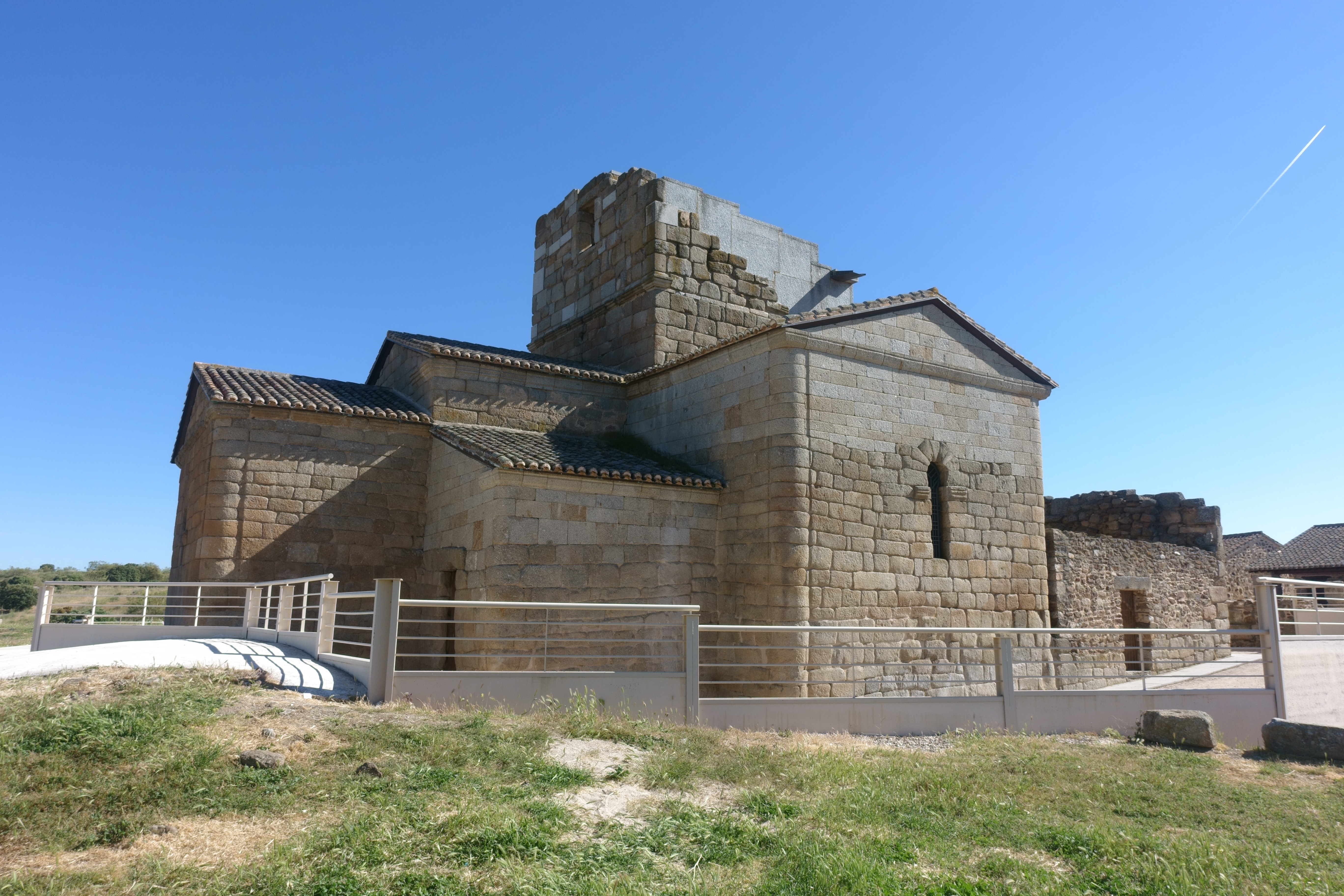
Veduta laterale

Santa María de Melque nacque come complesso monastico tra i secoli VII e VIII, nelle vicinanze di quella che allora era la capitale del regno visigoto, Toledo. La sua costruzione risale al VII secolo, periodo che coincide con la fase finale del regno visigoto. Una datazione al radiocarbonio, effettuata su un campione di esparto prelevato dalla parte conservata dell'intonaco originale in stucco, ha indicato come periodo di costruzione più probabile l’intervallo tra il 668 e il 729 d.C.. La costruzione fu probabilmente interrotta con l’arrivo degli arabi e completata in seguito, subendo diverse vicissitudini storiche e trasformazioni.
In origine, sul sito sorgeva una villa romana con cinque dighe lungo i due ruscelli che circondano il rilievo roccioso. In seguito, venne costruito il monastero, organizzando gli edifici attorno alla chiesa.
La conquista musulmana della penisola iberica non segnò immediatamente la fine della comunità monastica: esistono testimonianze della sopravvivenza di una comunità mozárabe, che scomparve solo in un secondo momento. Le strutture furono poi riutilizzate come insediamento e la chiesa fu fortificata con la costruzione di una torre sopra la cupola, tuttora conservata. L’acqua piovana e quella proveniente dai ruscelli veniva raccolta e immagazzinata grazie a dighe situate ai lati del complesso.
Con la conquista di Toledo da parte del re Alfonso VI di Castiglia nel 1085, il tempio riacquistò la sua funzione liturgica, pur mantenendo il ruolo difensivo. Le tombe antropomorfe a est e i resti delle barbacane ancora visibili sono testimonianze di quel periodo.
Nel 1148, Santa María de Melque compare menzionata come Santa María de Balat Almelc in una bolla di papa Eugenio III, che stabiliva i confini dell'arcidiocesi di Toledo dopo la riconquista della città (la bolla fu emessa a Reims il 16 aprile 1148).
Il sito viene menzionato anche nelle Relazioni topografiche di Filippo II (1575, nel capitolo dedicato a Puebla de Montalbán) e nelle Descrizioni del cardinale Lorenzana (1784), dove viene citata con l’attuale nome di Melque e descritta come eremo rurale, meta di un pellegrinaggio annuale da parte degli abitanti di Puebla de Montalbán.
Il piccolo insediamento resistette fino al secolo XIX, adattando le antiche strutture monastiche a case rurali. La confisca di Mendizábal decretò la fine definitiva di questa realtà, convertendo tutti gli edifici in stalle e fienili.
Nel 1968, la Deputazione Provinciale di Toledo acquistò il complesso e avviò un importante restauro, riabilitando la chiesa e alcuni edifici annessi, dove venne realizzato un centro di interpretazione dedicato a Santa María e alla cultura visigota. In una delle sale è ancora visibile un grande presepe costruito con materiali provenienti dal complesso stesso.
Si prevede di continuare i lavori per il recupero delle dighe, delle aree circostanti e dell’antico villaggio visigoto.

## Descrizione
È stato costruita nella prima metà del secolo VIII ed è uno dei monumenti meglio conservati della Spagna altomedievale. La sua tecnica costruttiva è eredità diretta dell'architettura tardoromana.
I templari della Reconquista modificarono la chiesa in torre difensiva. Questa torre sul ciborio è stata demolita. Aveva un porticato con tre aperture, oggi scomparso.